# Estadio Bunyodkor
El estadio Bunyodkor (en uzbeko: Bunyodkor Stadioni) es un estadio de fútbol de Taskent, Uzbekistán. Fue inaugurado el 29 de agosto de 2012 tras la visita del Presidente de Uzbekistán Islam Karimov y ocupa el lugar en el que se encontraba anteriormente el estadio MHSK, demolido en noviembre de 2008. El estadio es la sede del FC Bunyodkor y cuenta con una capacidad de 34 000 espectadores sentados.
Desde su inauguración en septiembre de 2012 hasta junio de 2018, el estadio se denominó "Estadio Bunyodkor". En junio de 2018, el estadio pasó a llamarse "Milliy", que traducido del idioma uzbeko significa "Nacional", es decir, "Estadio Nacional" (uzbeko: Milliy stadioni ).
El 11 de junio de 2018, por decisión del Comité Ejecutivo de la Asociación de Fútbol de Uzbekistán , se cambió el nombre a "Estadio Milliy" (Estadio Nacional).
El estadio fue inaugurado el 28 de septiembre de 2012 con un amistoso entre el FC Bunyodkor y el FC Pakhtakor, partido conocido como el derbi de Tashkent, que finalizó con empate a tres goles.

## Imágenes

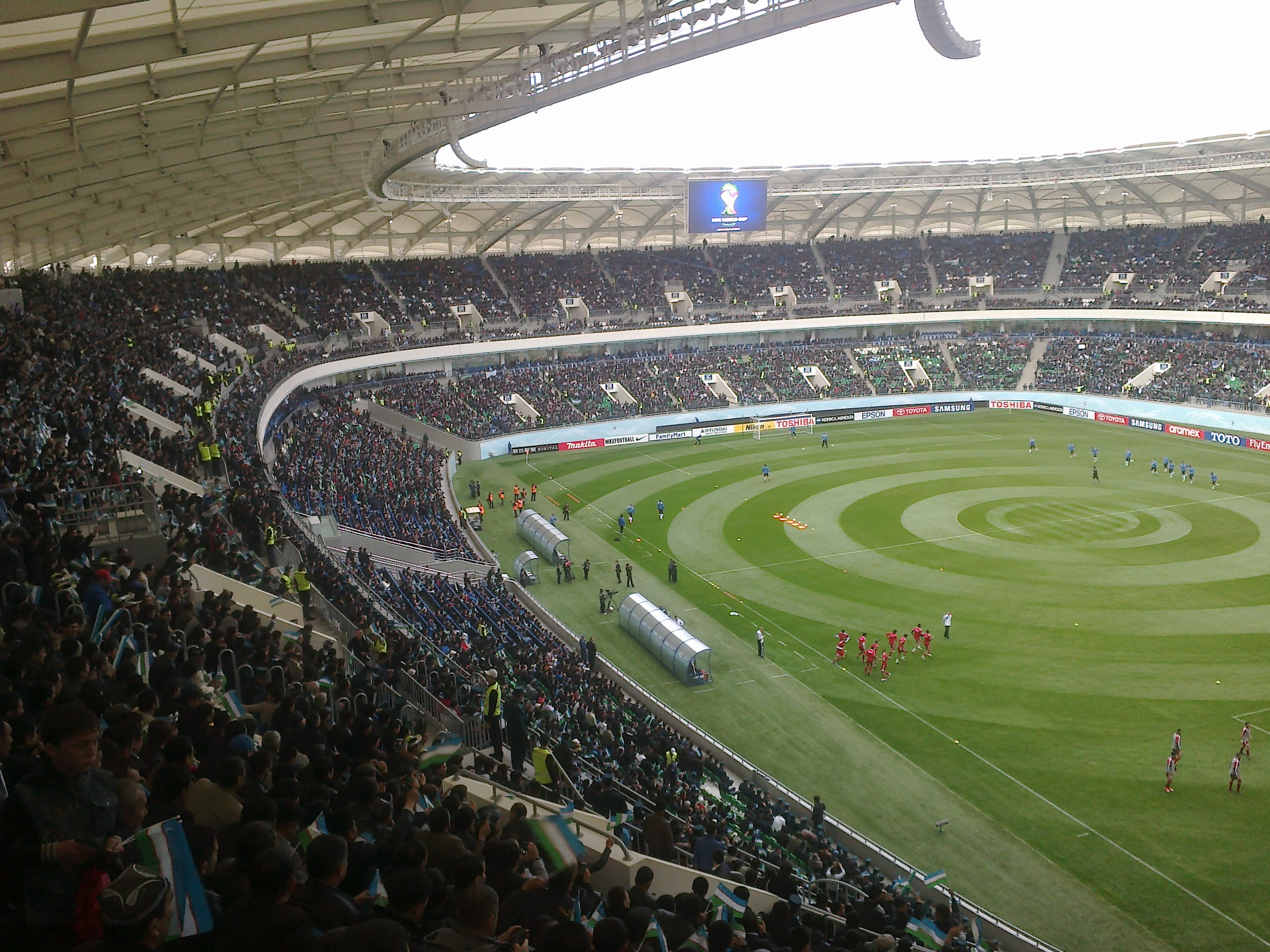
Interior del estadio
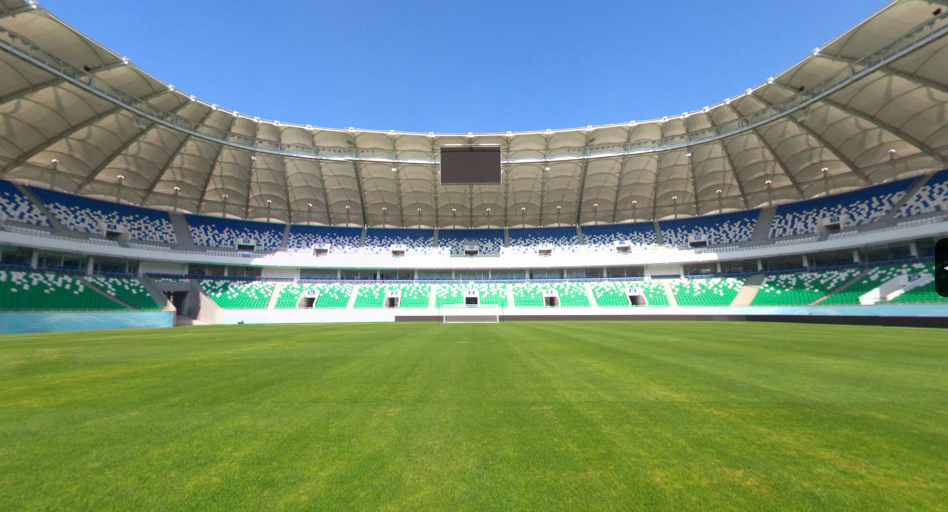
Interior del estadio